# Československá extraliga družstev žen
Československá extraliga družstev žen je nejvyšší mistrovská šachová soutěž družstev žen v České republice a na Slovensku. Hraje se od roku 2009 pravidelně každý rok na jednom místě střídavě v České republice a na Slovensku. Právo účasti mají družstva ze šachových oddílů registrovaných v Šachovém svazu České republiky nebo ve Slovenském šachovém zväzu. Turnaj se hraje na 7 kol švýcarským systémem. V případě menšího počtu zúčastněných družstev systémem každé s každým na jeden nebo dva zápasy. Družstva mají právo nastoupit ve třech hráčkách, na soupisce může mít družstvo hráčky čtyři. V každém zápase může za družstvo nastoupit kromě jeho vlastních hráček jedna hráčka hostující nebo jedna cizinka. Za remízu družstva se uděluje 1 zápasový bod a za výhru tři body. Kromě tří nejlepších celků každého ročníku je vždy vyhlášen i nejlepší celek z každé ze dvou zúčastněných zemí.

## Přehled medailistů
| Sezona | Místo konání                                 | termín         | Počet družstev | Zlato                 | Stříbro                    | Bronz                                |
| ------ | -------------------------------------------- | -------------- | -------------- | --------------------- | -------------------------- | ------------------------------------ |
| 2009   | Frýdek-Místek                                | 13.-17.5.2009  | 12             | ŠK Slávia Orlová      | Turcianske sachove centrum | SK OAZA Praha                        |
| 2010   | Priekopa, Martin (Hotel Luna)                | 24.-27.6.2010  | 11             | ŠK Slávia Orlová      | BŠŠ Frýdek-Místek          | Šachklub AD Jičín                    |
| 2011   | Malenovice, Frýdlant n/O (Hotel Petr Bezruč) | 15.-19.6.2011  | 8              | ŠK Slavia Orlová      | Liptovská šachová škola    | BŠŠ Frýdek-Místek "A"                |
| 2012   | Ružomberok (Hotel Hrabovo)                   | 30.6.-4.7.2012 | 10             | BŠŠ Frýdek-Místek     | ŠK Slavia Orlová           | Liptovská šachová škola Západ        |
| 2013   | Podbaba, Praha 6 (Pod Juliskou 7)            | 23.-28.6.2013  | 8              | BŠŠ Frýdek-Místek     | Liptovská šachová škola    | Mezinárodní šachová škola Interchess |
| 2014   | Liptovský Mikuláš (Tatralandia)              | 20.-24.6.2014  | 7              | BŠŠ Frýdek-Místek     | KSN Bratislava             | Šachy REINTER n.o. Humenné           |
| 2015   | Říčany (KC Labuť)                            | 27.6.-1.7.2015 | 11             | BŠŠ Frýdek-Místek     | Unichess-Dračice           | Lokomotiva Brno                      |
| 2016   | Liptovský Mikuláš (Tatralandia)              | 21.-26.6.2016  | —              | [ 1 ]                 | [ 1 ]                      | [ 1 ]                                |
| 2017   | Světlá nad Sázavou (SC Pěšinky)              | 13.-.18.6.2017 | 4              | ŠK Světlá nad Sázavou | BŠŠ Frýdek-Místek          | Liptovská šachová škola              |
| 2018   | Ružomberok (Fatrapark)                       | 10.-14.9.2018  | 6              | KŠZ Žilina            | Interchess                 | Liptovská šachová škola A            |